# Janiszewko (Pomerania)
Janiszewko [pronunciación en polaco: /janiˈʂɛfkɔ/] (en alemán: Neu Janischau, 1942–45 Neujanischau) es un pueblo ubicado en el distrito administrativo de Gmina Pelplin, dentro del Condado de Tczew, Voivodato de Pomerania, en Polonia del norte. Se encuentra aproximadamente a 3 kilómetros al sur de Pelplin, a 22 kilómetros al sur de Tczew, y a 52 kilómetros al sur de la capital regional Gdańsk.
Para detalles de la historia de la región, véase Historia de Pomerania.
El pueblo tiene una población de 112 habitantes.